# Recht door zee (verzetsblad, Alkmaar)

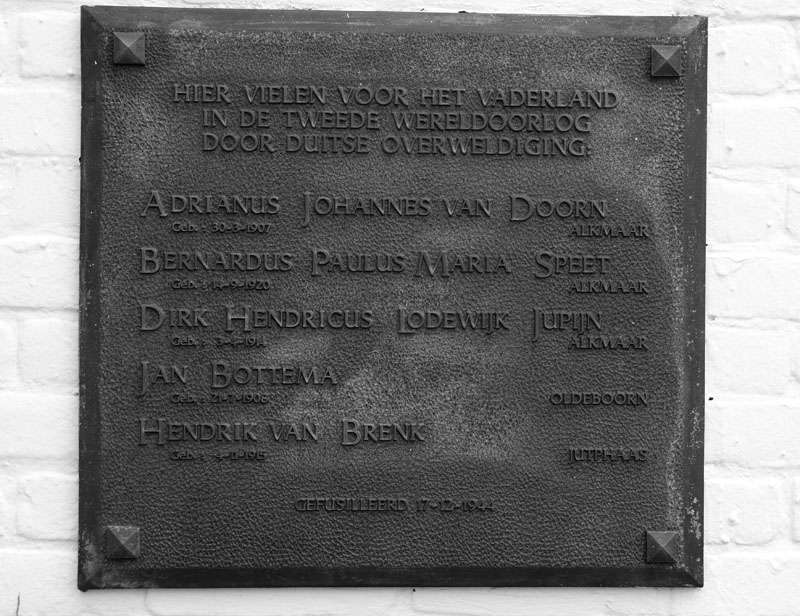
Herdenkingsmonument in Wormerveer

Recht door zee was een verzetsblad uit de Tweede Wereldoorlog, dat tot en met 14 november 1944 in Alkmaar werd uitgegeven. Het blad verscheen dagelijks in een oplage van tussen de 10 en 1500 exemplaren. Het werd aanvankelijk getypt, later gestencild en de inhoud bestond voornamelijk uit nieuwsberichten.
Aanvankelijk verspreidde Bernard Josephus Oortmeijer nieuwsberichten zonder titel in een kleine oplage. Na enige tijd kwam hij in contact met Bernardus Paulus Maria Speet en Dirk Hendricus Lodewijk Jupijn, twee journalisten, die hetzelfde deden. Zij besloten gezamenlijk een blad op grotere schaal te gaan uitgeven.
Op 15 november 1944 werd Speet na verraad gearresteerd; een week later Jupijn eveneens. Dit betekende het einde van het blad. Beiden werden op 17 december 1944 als represaille voor een tot zinken gebracht schip gefusilleerd te Wormerveer. Een herdenkingsmonument in deze plaats herinnert aan deze executie.